# Crasnaleuca, Botoșani
Crasnaleuca este un sat în comuna Coțușca din județul Botoșani, Moldova, România.
Satul Crasnaleuca este situat în Podișul Moldovei, pe malul drept al Prutului, în partea de nord-est a actualului județ Botoșani, Moldova, România, având coordonatele geografice 48° 9’ 30” latitudine nordică și 26° 58’ longitudine estică.
Localitatea Crasnaleuca se află la o distanță de 75 km de municipiul Botoșani, reședința județului, la 70 km distanță de municipiul Dorohoi și la 35 km de orașul Săveni. Din punct de vedere administrativ, satul Crasnaleuca aparține de Comuna Coțușca, aflandu-se la 12 km distanță de sediul Primăriei acestei comune.
Localitatea Crasnaleuca se marginește la nord cu râul Prut și cu satul Cotu Miculinți, aflat la 4 km distanță în linie dreaptă; la sud se învecinează cu satul Mitoc la distanță de 12 km; la răsărit cu râul Prut și cu satele Tețcani și Bogdănești de pe malul stâng al râului, precum și cu satul Horia (Curt) de pe malul drept al Prutului, distanță 5 km, iar la vest satul Ghireni, component al comunei Coțușca. Satul Crasnaleuca este așezat pe fosta moșie a boierului I. Kalimachi, mare proprietar, care avea locuințe în Botoșani și în București.
Localitatea Crasnaleuca se află între două dealuri importante și două văi încercuite pe jumătate de albia Prutului. Primul deal este în partea satului vechi, bătrânesc. De la acest deal pornesc casele “satului nou”. Cel de-al doilea deal, care străjuiește satul spre vest are o lungime de cca. 4-5km, altitudinea de 110 m și merge spre sud până la Staniște, iar spre vest-nord-vest până la valea lui Carpen, unde sunt multe alunecări de teren, stabilizate parțial și sunt împădurite în ultimii 30 de ani cu specii silvice de foioase și rășinoase (pini și tisă).
Teritoriul satului Crasnaleuca ocupă o suprafață totală de 4240 ha, reprezentând 0,85 % din teritoriul județului Botoșani.
Relieful se caracterizează în cea mai mare parte prin forme larg vălurate, cu interfluvii colinare deluroase dezvoltate pe depozite miocene ușor înclinate spre est-sud-est separate cu văi largi și cu lunci pe valea Prutului. Relieful este mai frământat în valea lui Carpen și Ponoare.

## Climă
Clima este continentală, specifică Europei de Est. Precipitațiile sunt provocate de masele de aer care se deplasează dinspre vestul și sud-vestul Europei. Dupa datele termice de la stația meteorologică Avrămeni și după observațiile locale, se constată că primele brume au loc în cea de a doua decadă a lunii septembrie, iar primele înghețuri au loc în prima jumătate a lunii noiembrie, ultimele înregistrându-se la sfârșitul lunii martie, începutul lunii aprilie. Ultimele brume au loc la sfârșitul lunii aprilie, uneori cad brume și în prima jumătate a lunii mai, dar foarte rar. Prima zăpadă cade în decembrie. Iernile sunt aspre, cu temperaturi deosebit de scăzute (-25– -30 °C). De obicei sunt lipsite de zăpadă. 
Precipitațiile din această zonă sunt reduse (450 mm–500 mm), cu mult sub media pe țară care depășește 630 mm. În perioada de vegetație, suma precipitațiilor este de 370 mm. Precipitațiile sub formă de zăpadă sunt foarte diferite. După datele înregistrate rezultă că media anuală a stratului de zăpadă este de 55 cm. Obișnuit însă, zăpada cade în mai multe etape și în majoritatea cazurilor se topește în 4-5 zile. Rar se întâmplă ca zăpada să acopere teritoriul de la începutul iernii și până la sfârșitul ei.
Vânturile sunt tot timpul anului și bat neregulat. Vânturile predominante, cu o frecvență accentuată, sunt cele de nord, nord-vest în lunile de iarnă, crivățul, iar în lunile de primăvară și vară vânturile din sud-est. Vântul de nord este cel mai puternic, este de aceeași origine termică cu anticiclonul Siberian. Atât la sfârșitul toamnei cât și la începutul primăverii crivățul aduce scăderea bruscă a temperaturii. Vântul de sud este cu umiditate, Baltărețul, care bate mai mult la sfârșitul primăverii și începutul toamnei. În sfârșit, un alt vânt este cel de apus, numit Austrul (denumirea lui locală este “Sărăcilă” sau “Traistă goală”). Aerul este tot timpul primenit de curenții din Valea Prutului.

## Hidrografie
Teritoriul satului Crasnaleuca este străbătut de câteva pâraie mici. Pârâul din Valea lui Carpen și pârâul de la Staniște sunt scurte, de 2 - 3 km și se varsă în râul Prut după ce străbat pășunile existente în văile respective. Aceste pâraie mai acumulează apă din nenumarate izvoare de coastă ceea ce le dă un debit relativ constant de apă chiar și în timpul verilor secetoase (a se vedea schița cu afluenții Prutului).
În general, rețeaua hidrografică a teritoriului Crasnaleuca are un regim torențial, ca urmare a defrișărilor de păduri care au avut loc în decursul timpului.

## Floră
Din suprafata totală a satului Crasnaleuca, 83% reprezintă vegetația naturală, din care pădurile ocupă 6%, iar pășunile și fânețele 11%. Peisajul formațiunilor vegetale se caracterizează prin plante specifice climatului continental. 
În categoria plantelor lemnoase intră etajul pădurii din dealul Coșerilor. Pădurea, în suprafață de cca. 58 ha, are specii de foioase reprezentate prin: stejarul (Quercus robur), carpenul (Carpinus betulus), teiul alb (Tilia tomentosa), jugastrul (Acer campestre), ulmul (Ulmus glabra), arțarul (Acer tataricum), porumbarul (Prunus spinosa), măceșul (Rosa canina), cornul (Cornus mas), sângerul (Cornus sanguinea), salcâmul (Robinia pseudacacia), frasinul (Fraxinus excelsior), alunul (Corylus avellana), cireșul sălbatic (Prunus avium), sălcioara (Elaeagnus angustifolia), glădița (Gleditsia triacanthos). Au mai fost plantate în ultimii 30 de ani și specii rășinoase: pinul (Pinus sylvestris), molidul (Picea excelsa), tisa (Taxus baccata) ș.a.
Pajiștile, fânețele și pășunile au o vegetație ierboasă caracteristică acestei zone. Predomină speciile: păiușul (Festuca ovina), pirul crestat (Agropyron cristatum), pirul târâtor (Elytrigia repens), sulfina (Melilotus officinalis), lucerna (Medicago sativa), trifoiul târâtor (Trifolium repens), brusturele (Arctium lappa).
Pe șesuri și lunci cresc multe plante hidrofile ca: papură (Typha latifolia), stuf (Phragmites australis), rogoz (Carex arenaria), pipirig (tipirig) (Eleocharis palustris), podbal (Tussilago farfara), lintiță (Lemna minor), coada-calului (Equisetum arvense), nufărul galben (Nuphar lutea), laptele-cucului (Euphorbia helioscopia), ruscuță (Adonis flammea), izma-broaștei (Mentha aquatica), stânjenel galben (Iris pseudacorus), rogoz de baltă (Carex pseudocyperus), etc.
În terenurile arabile cultivate cu specii alimentare se întâlnesc plante dăunătoare culturilor ca: știr (Amaranthus retroflexus), mohor (Setaria viridis), volbură (Convolvulus arvensis), pălămidă (Cirsium arvense), torțel (Cuscuta epithymum), urda vacii (Lepidium draba), lobodă (Atriplex sp.), pir (Agropyron sp.) și altele, care trebuie combătute prin lucrări de întreținere a culturilor sau aplicarea de ierbicide selective.

## Faună
Fauna prezintă aceeași varietate. Deși se adaptează în genere zonei de vegetație respective, animalele sălbatice pot trece mai ușor dintr-o zonă în alta, datorită marii lor mobilități. Ca și în cazul plantelor, fauna teritoriului acestui sat provine din toate părțile continentului, exceptând pe cele specifice zonei muntoase și pe cele marine sau din Delta Dunării.
Fauna este asemănătoare cu cea din cuprinsul Podișului Moldovei. 
Insectele care se găsesc prin fânețe și pășuni: greierul de câmp (Gryllus campestris), cărăbușul de stepă (Anoxia villosa), cărăbușelul de aprilie (Melolontha melolontha), cărăbușul marmorat (Polyphylla phulo), fluturele coadă-de-rândunică (Papilio machaon), tăunul (Tabanus autumnalis L.), calul-dracului (Libellula quadrimaculata).
În apele râului Prut trăiesc o serie de pești cum ar fi: crapul (Cyprinus carpio), cleanul (Leuciscus cephalus), știuca (Esox lucius L.), plătica (Abramis brama), somnul (Silurus glanis L.), mreana vânătă (Barbus meridionalis), șalăul (Stizostedion lucioperca L.), bibanul (Perca fluviatilis L.), chișcarul (Eudontomyzon danfordi Regan). Tot aici mai putem găsi scoica de râu (Unio pictorum), racul de râu (Astacus astacus).
Din clasa amfibii se întâlnesc în bălți și iazuri buhaiul de baltă (Bombina bombina), broasca mare de lac (Rana ridibunda).
Din clasa reptilelor apar broasca țestoasă de apă (Emys orbicularis), șarpele de apă (Natrix tessellata), șarpele de casă (Natrix natrix L.). 
În zonele de câmpie, fauna este reprezentată prin rozătoare ca popândăul (Spermophilus citellus), șobolanul de câmp (Apodemus agrarius), iepurele de câmp (Lepus europaeus), cățelul pământului (Spalax microphtalmus), șoarecele de câmp (Microtus arvalis), bizamul (Ondatra zibethica L.), iar dintre carnivore: nevăstuica (Mustela nivalis), dihorul (Putorius putorius), bursucul (Meles meles), vulpea (Vulpes vulpes), lupul (Canis lupus), care mai vine de peste Prut, precum și din pădurile vecine aparținând comunei Mitoc. Din cauza stricăciunilor pe care le face noaptea sau chiar în timpul zilei la stânile cu oi, lupul a devenit cel mai proverbial în snoavele și legendele populare. Rar se mai întâlnește și porcul mistreț (Sus scrofa L.), căprioarele (Cervus elaphus). Acestea din urmă nu se vânează, fiind ocrotite de lege.
Din categoria păsărilor întâlnim graurul (Sturnus vulgaris), ciocârlia (Alauda arvensis L.). Masculii își marchează teritoriul, înălțându-se spre cer sus de tot cântând melodios și variat pentru a se lăsa apoi spre pământ frânând în trepte. Pe sol este tăcută și înaintează pe furiș. Este oaspete de vară și nu prea numeros. Poate rămâne și iarna în câmpiile din estul țării, dar și în văile largi. Vara cântă prin păduri, prin luncă și prin pomii din grădină. Apar de asemenea privighetoarea (Luscinia megarhynchos), mierla (Turdus merula), cucul (Cuculus canorus L.), pupăza (Upupa epops L.), buha (Buba buba), turturica (Streptopelia turtur L.), ciocănitoarea pestriță mare (Dendrocopus major), potârnichea (Perdex perdix L.), vrabia (Passer montanus), coțofana (Pica pica), cioara neagră, stăncuța (Corvus monedula), uliul, rândunica, porumbelul, gaița, grangurul, sticletele, barza, gâsca sălbatică, care migrează din primăvară până în toamnă în aceste locuri, unde găsește optime posibilități de hrănire și de înmulțire.
În iazurile aflate pe raza fostei moșii Piticaru – iazul Piticaru și iazul Murguleț, se întâlnesc păsări ca: rața sălbatică (Anas platyrhynchos), lișița (Fulica atra), sitarul (Limosa limosa), pescărușul (Alcedo athis L.), nagâțul (Vanellus vanellus L.), stârcul (Ardea cinerea).
Insectivorele constituie acea grupă a mamiferelor de pe meleagurile Crasnaleucii pentru care în ce mai mare parte insectele constituie hrana lor. Ariciul (Erinaceus europaeus) este unul dintre animalele din libertate care se bucură de simpatia locuitorilor. Este văzut mai des în apropierea așezărilor omenești, fiind iubit de copii, care îi bat într-o tablă pentru a face anumite mișcări fiindu-i considerat jocul preferat. Este cunoscut ca un consumator de insecte, lăcuste, greieri, gândaci, paianjeni, râme, gândaci de bucătărie. Prinde de asemenea șoareci și șobolani. Cârtița (Talpa europaea) este un insectivor subteran. Deși mănâncă orice vietate pe care o găsește: omizi, fluturi de noapte, coropișnițe, crustacee terestre, șopârle, șoareci și chiar șerpi, este dușmănită de om din cauza mușuroaielor pe care le face îndeosebi în fânețe. În popor, este de multe ori confundată cu orbetele.
Liliacul (Chiroptera) este văzut în serile de vară în acțiunea sa de vânător de insecte. În popor există legenda că a fost la început șoarece care mâncând anafura din biserică a fost transformat în liliac. Există de asemenea părerea că odată mușcat de liliac, omul nu mai poate fi vindecat în acel loc. Trăiește de regulă sub acoperișul sau în podurile clădirilor nelocuite (școli, turlele bisericilor).
Pe lângă casa omului sunt cunoscute și trăiesc multe specii de animale și păsări ca: oaia, capra, vaca, porcul, calul, găina, rața, gâsca, curca, bibilica. Se adaugă pisica și câinele.
În concluzie putem aprecia că pe teritoriul Crasnaleucii se găsește un covor vegetal și o faună deosebit de variată și că acesta și acțiunea concretă a omului duc la cultivarea unei varietăți întregi de cereale și legume și la creșterea multor animale și păsări care sunt absolut necesare existenței și perpetuării speciei umane.

## Geologie
Bogățiile subsolului din raza actualului teritoriu al satului Crasnaleuca sunt foarte puține. Subsolul satului nu este bogat decât în piatră, nisip și o bogată pânză de ape freatice. Nisipurile sunt din cele cuarțoase. În această zonă se găsesc zăcăminte de gips. În cotul Prutului de la Crasnaleuca se exploatează argile bentonitice, gresii calcaroase și nisipuri obișnuite. Carierele de piatră sunt exploatate încă din secolele XV - XVI. Piatra extrasă este folosită în zidurile de împrejmuire a curților, la construirea fundațiilor caselor de locuit, la magazii. Piatra s-a folosit și la construirea bisericii din sat și a școlii, la construcția de fântâni. De asemenea se extrage piatră pentru pietruirea șoselelor și a drumurilor din sat. Pe raza satului Crasnaleuca există multe fântâni cu apă potabilă.
O mare răspândire o au argilele și marnele. Prezența lor, a unor suprafețe cu pante destul de accentuate (8–15%) și a unui covor forestier destul de redus, face ca procesul de eroziune și alunecările de teren să fie destul de accentuate, atât sub aspectul stadiului de evoluție cât și al extinderii în suprafață. Din lutul și nisipul extras din lutăria de la Valea lui Carpen și nisipul din râul Prut se confecționează cărămizi și chirpici pentru construcția de locuințe. Acum Valea lui Carpen este împădurită cu specii silvice de rășinoase (pini, tisa) și de foioase care au stabilizat alunecările de teren.

## Personalități
- Ion Amititeloaie (n. 1954), interpret de muzică populară, lăutărească și de romanțe